# Culex seniori
Culex seniori är en tvåvingeart som beskrevs av Philip James Barraud 1934. Culex seniori ingår i släktet Culex och familjen stickmyggor. Inga underarter finns listade i Catalogue of Life.